# Klemens (Yohanes)
Klemens (imię świeckie Kife Yohanes, ur. 1961) – duchowny Etiopskiego Kościoła Ortodoksyjnego, od 2011 biskup Gurage.

## Życiorys
Sakrę biskupią otrzymał 26 sierpnia 2005 i objął diecezję Harargie. W 2011 został mianowany biskupem Gurage.